# Coleophora isomoera
Coleophora isomoera é uma espécie de mariposa do gênero Coleophora pertencente à família Coleophoridae.